# Nijlen
Nijlen este o comună din regiunea Flandra din Belgia. Comuna este formată din localitățile Nijlen, Bevel și Kessel. Suprafața totală este de 39,09 km². La 1 ianuarie 2008 comuna avea 21.210 locuitori. 
Nijlen se învecinează cu comunele Berlaar, Grobbendonk, Heist-op-den-Berg, Herenthout, Lier, Ranst și Zandhoven.

## Localități înfrățite
- Austria: Güssing;
- Belgia: Voeren.

1. ↑  Totale oppervlakte volgens het Kadasterregister, België, gewesten en provincies (în neerlandeză), Algemene Directie Statistiek[*]